# ドイツ鉄道

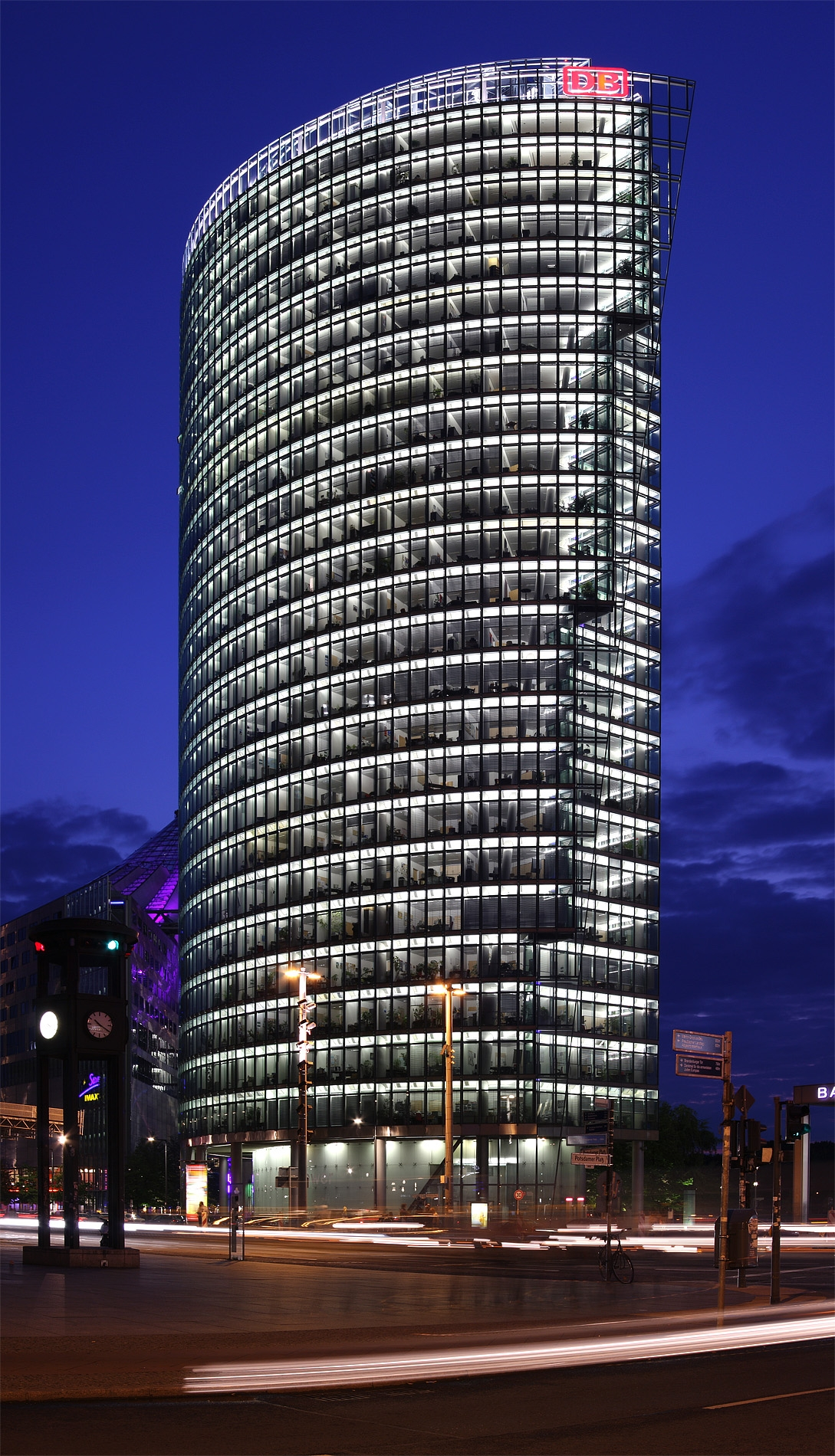
ベルリンポツダム広場にあるドイツ鉄道本社

ドイツ鉄道株式会社（ドイツてつどう、ドイツ語: Deutsche Bahn AG ドイチェ・バーン、略称：DB デーベー）は、ドイツの首都ベルリンに本社を置くドイツで最大の国有鉄道会社。ドイツ全土に鉄道網を持ち、ドイツでは最も重要な交通手段のひとつ。ヨーロッパ有数の技術・輸送力を持つ鉄道会社であり、世界的にも影響力のある鉄道企業のひとつである。
DBは旧ドイツ連邦鉄道（DB, Deutsche Bundesbahn:ドイツ連邦鉄道）と旧ドイツ国営鉄道（DR, Deutsche Reichsbahn:ドイツ国有鉄道）が1994年はじめに統合、法人化された際に誕生したDBグループの中核会社である。またDBグループの意味でも用いる。ただし、法人化後も依然として国家の所有となっており、実際には特殊法人形態の企業にされたのみである。株式の売却による実質的な民営化は今後の課題となっている。
DBによると、ドイツの郵便・物流会社であるドイツポスト/DHLに次ぐ世界第2位の運送会社であるとされ、ヨーロッパ最大の鉄道運営会社およびインフラ所有者であるという。DBは、2015年において収益が世界最大の鉄道会社である。2019年には、旅客部門は約 48 億人の乗客を運び、物流部門は鉄道貨物輸送で約2億3,200 万トンの商品を輸送した。
2025年4月30日、DSVへ傘下のDBシェンカーを売却した。

## 部門

### 旅客輸送
DB Personenverkehr部門は旅客輸送を担う。以下3つの部門に分かれる。
- アリーヴァ - イギリス内で鉄道・バスを運行する企業、2010年に買収で取得。
- DB Fernverkehr（DB長距離交通） - ドイツにおいて長距離旅客列車を担う。
- DBレギオ - ドイツにおいて短中距離の旅客列車を担う。

なお旅客輸送には「Die Bahn（The railの様な意味）」という愛称を用いていたが、2007年末より定冠詞を外した「Bahn」に変更されている。

### 貨物輸送
- DB Cargo - ドイツ国内で鉄道貨物輸送を担う。かつてはDBシェンカー・レールであったが分離された。

### インフラ
インフラストラクチャ部門は、以下3つの部門に分かれる。
- DB Netz (鉄道インフラ)
- DB Station&Service (駅とサービス)
- DB Energie (エネルギー)

## 特徴
駅や車両内の案内は数字や記号（アイコン）で表現されており、難解な文章を解読する必要はあまりない。さらに地域によっては、フランス語や英語など他国語の案内も併記されている。またその表示方法は全路線で統一されている。駅では時刻表の入手はもちろんのこと、自動券売機で出発地と目的地を入力する（または窓口で申し出る）ことにより経路案内も無料で入手できる。

## 料金制度

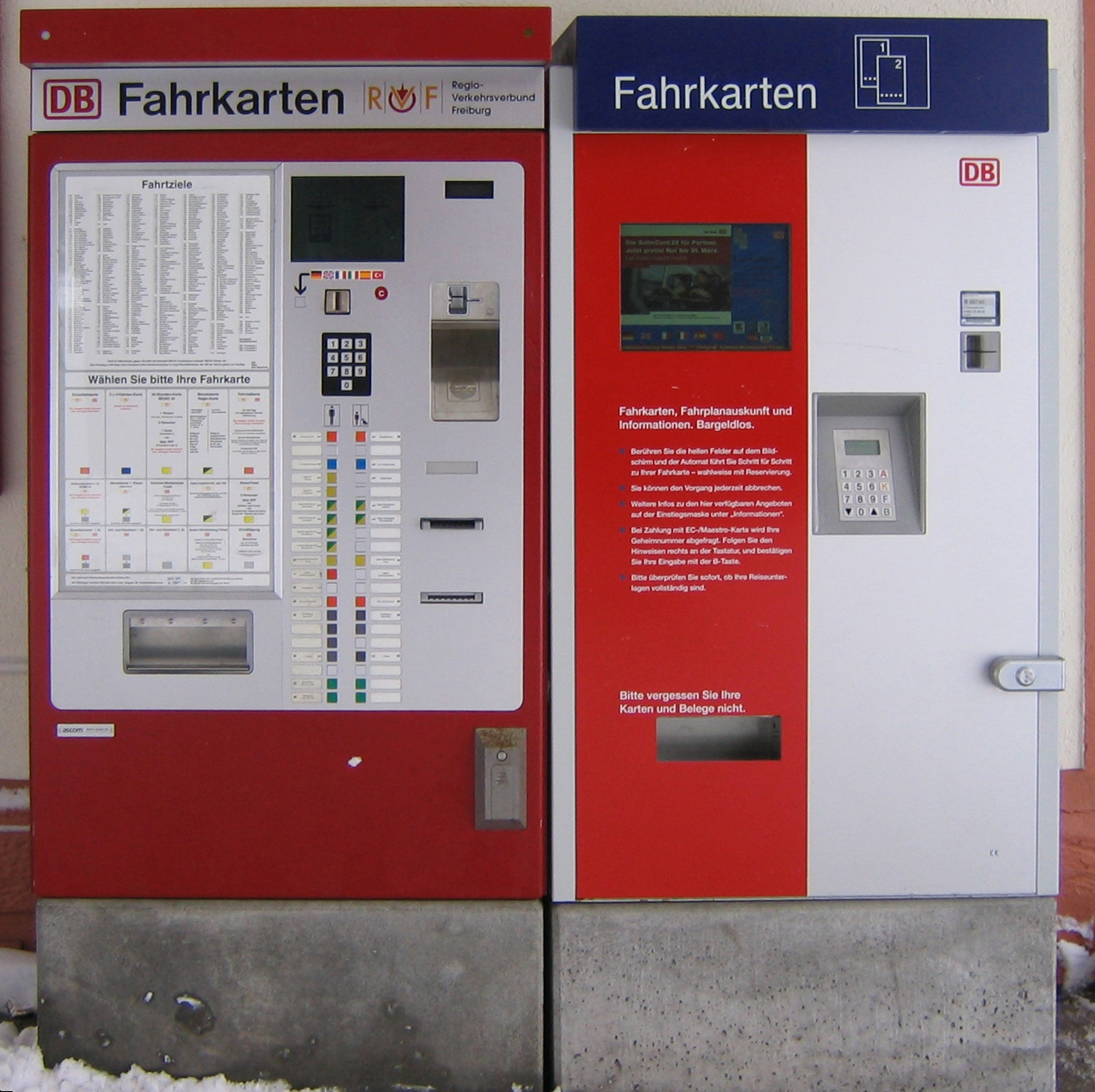
自動券売機。左側は近距離専用、右側はタッチパネルのある一般用。一般用でも近距離切符は購入可能だが、専用ボタンのある近距離用販売機を使ったほうが早い。

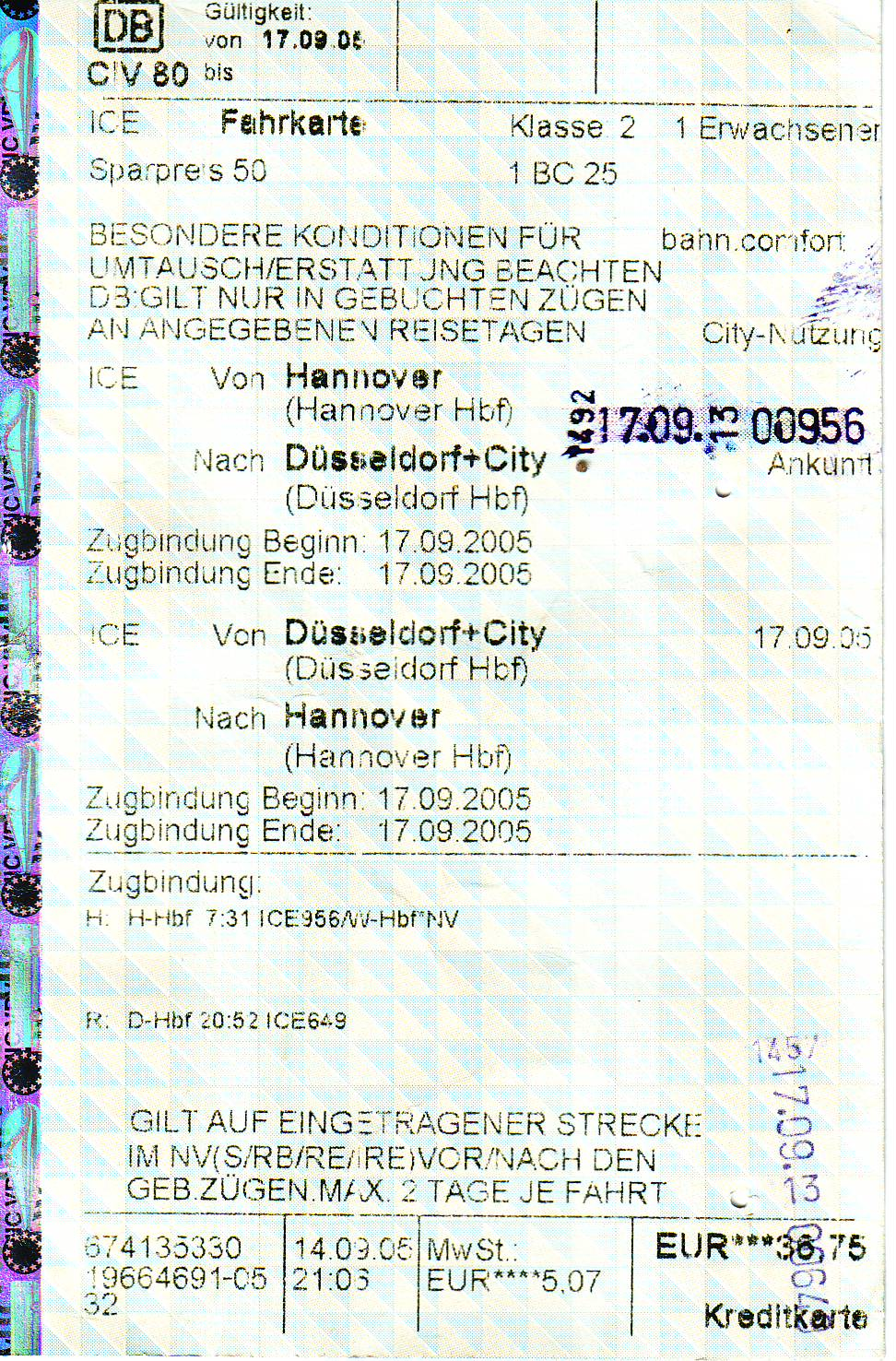
自動券売機の切符の例。Sparpreis 50、BahnCard 25の併用。デュッセルドルフ市内のゾーン切符付き。二か所に車内検札時のスタンプが押されている。

Sバーンなど都市近郊の列車ではゾーン制運賃になっており、中央駅を中心にしておよそ同心円状に複数のゾーンを設定し、あるゾーンの中で移動するといくら、あるいはいくつのゾーンをまたいで移動するといくら、という価格設定になっている。ゾーン制の切符はドイツ鉄道ではない事業者が運営する地域交通（地下鉄や路面電車、バスなど）とも共通である。切符は発券ないし改札してから2時間程度有効で、最初の乗車駅と最終の下車駅との間の経路を逆行や逸脱しない限り、有効時間内の途中下車は原則として自由。ただし、詳細は都市によって異なる。ベルリンなどでは片道のみが有効。つまり、A駅からB駅に行く際、途中の駅での乗り降りは自由であるが、B駅からA駅に戻る場合は2時間以内でも新たに切符を買わなくてはならない。切符は発券と同時に有効の場合と、発券後に改札した時点から有効の場合とがある。改札は駅のホームまたは車内にある自動改札機に切符を挿入して、日時などを印字することで行なう。改札を受けていないと車内検札の際に不正乗車と見なされ、高額の罰金を徴収されることがある。
長距離の切符は行き先を指定して購入する。長距離切符は経由駅が指定でき、経路中での途中下車も48時間以内まで可能である。列車の料金はICE、IC、ローカル線で異なる。切符は窓口か自動券売機で買う。インターネットでも全列車の切符のクレジットカードによる予約・購入できるほか、国外他社線も直通列車の一部について購入が可能である。
自動券売機はタッチパネル式であり、どんな駅にも少なくとも1台は置かれている。ただし、タッチパネル方式の長距離路線用のものと、押ボタン方式の近距離路線用の2種類があり、同じ交通連合内のゾーンに含まれる近距離の場合は、ドイツ鉄道のローカル線を利用する場合でも、近距離用の券売機でしか購入できない。また、前者ではクレジットカードでも決済できるが、後者では現金のみである。さらに、地方の無人駅などでは近距離用の販売機しか置いていないことがあるため、長距離、特に後述のBahnCardを利用した割引切符の購入や、路線検索などができない。
長距離用の自動券売機は割引切符なども購入できるうえ、窓口で購入すると手数料が加算される割引切符も追加料金がかからない。改札は車内で車掌が行なう。
指定席券は別になっており、一律4.90ユーロ。指定席車両、自由席車両の区別はなく、座席ごとに予約の有無が表示される。予約のある座席には予約されている区間を示した掲示がされる。ICEなど優等列車のボックス席の場合は予約区間は入口の電光板に表示されている。一部の全車指定席列車を除けば予約は必須ではなく、予約のない区間は自由に座ってよい。一等の正規料金切符では、無料で座席指定が可能。
アウトバーンとの競争があるため、割引制度が充実している。半額以下で利用できる場合も少なくない。たとえばハンブルクからミュンヘンまで（約800km）はICEの正規料金で159.4ユーロであるが、最も安い割引切符だと30ユーロ以下にまで下がる。
主な割引制度を下記にあげる。価格は2024年現在のもの。
BahnCard 25, 50, 100
BahnCard 25だと一律25%割引、50だと正規料金が50%割引（割引料金は25%割引）になる。100は乗り放題。年会費は25が62.9ユーロ、50が244ユーロ、100が4550ユーロ。駅の窓口やオンラインで誰でも購入できる。外国人や外国に住所がある場合も利用可能。BahnCard100は証明写真が必要。
Sparpreis, Supersparpreis
飛行機の「特割」のような制度で、残席の多い列車に適用される。早朝や夜の列車に設定されることが多い。予約した列車のみ有効。Sparpreisは前日まで払い戻し可能だが、ドイツ鉄道で利用可能なクーポンとして返金される上に手数料が必要である。SuperSparpreis は払い戻し不可。BahnCardとの併用が可能。
Quer-durchs-Land-Ticket
日本の青春18きっぷのように普通列車と快速列車が一日乗り放題になる切符。かつてのSchönes-Wochenende-Ticketの後継であるが、人数によって料金が変動する。特急に相当する優等列車であるICE, IC, ECの利用はできない。46（1人用）から82（5人用）ユーロ。一日限りで利用できる。BahnCardとは併用できない。
Deutschlandticket
普通列車と快速列車が一ヶ月単位で乗り放題になる切符。インフレ対策として2023年から導入された。導入時の価格は一ヶ月当たり49ユーロであるが、ドイツ連邦政府からの補助金で支えられたチケット価格であるため将来的に値上がりする予定である。サブスクリプションとして発売され、前月10日までにキャンセルしないと自動継続となるなど、住民向けチケットとしての特徴が強い。また列車遅延時においても返金対象外となる。

## 路線
軌間はごく一部の特殊な路線を除き、大部分が1435mmの標準軌である。列車のほとんどは機関車と客車から構成されている動力集中方式であるが、大都市圏ではフレキシブルな運用を可能とするため、電車が主力になっている。また旧東独地域や山岳地帯・閑散路線を中心に非電化区間では気動車も使用されている。
電化率は約50%で、ベルリンとハンブルクのSバーンなどの例外を除き、大部分が交流15kV16 2/3Hzでの電化である。複線化率は約50%で、主要幹線はほぼ複線化されており、都市近郊では複々線となっていることもある。
日本の約9割の面積を持つ国土に、約36,000kmの路線網を持ち、鉄道密度が世界でも高い国の一つであるが、他の交通機関との競争により、赤字ローカル線の廃線が相次いでいる。第二次世界大戦前は約60,000kmあったが、敗戦による領土喪失や、戦後の東西分割による路線分断、さらに不採算路線の廃線により、現在のような姿になった。
ドイツの鉄道網は、第二次世界大戦前は、首都ベルリンを中心に、ドイツの主要都市を放射状に結ぶ幹線と、都市間などを相互に結ぶ路線網で構成されていた。また、フランスおよびロシアを仮想敵とした国防上の問題から、南北より東西を結ぶ路線が重視されていた。しかし、敗戦と占領による東西分割で、放射状の幹線は国境線で分断され、東ドイツ・西ドイツともに南北に長い国となった。そのため両国とも、国内都市間の相互連絡に力を入れざるを得なくなり、戦前は地方路線級だった線区を、幹線並みに改良する必要が生じたが、線形が悪い線区も多く、改良には相当の投資と時間が伴った。旧西ドイツ側の高速新線に南北方向の路線が多いのは、このためである。
1990年のドイツ再統一後は、旧東ドイツ側の路線網のレベルアップが積極的に進められたが、戦前のような、首都ベルリンを中心に放射状に結ぶ路線網は復活せず、旧西ドイツのように、都市間を相互連絡するような路線網が構築されている。
近年は欧州連合 (EU) の交通政策により、高速新線の建設に力を入れているが、政府やドイツ鉄道の経済的困難や、環境保護団体の反対により、その建設ペースは鈍化している。また、赤字ローカル線は廃線したり、政府の補助金を基に、地元の企業や自治体に運営を委託するケースも相次いでいる。
現在のドイツはアメリカ・日本に次ぐ自動車大国であることもあり、人キロベースの国内旅客輸送の鉄道のシェアは自動車が約8割を占め、鉄道は1割に満たないのが現状。そのため、ICEの内装の高級化や、多種多様の割引制度、ダイヤの工夫が行われている。
貨物輸送に関しては、ヨーロッパのほぼ中央に位置する地理的条件もあり、国際貨物列車が数多く通過する。自動車のほか、国際河川や運河が発達しているため船舶との競争も激しい。トンキロベースの国内貨物輸送の鉄道のシェアは約15%であるが、EUの政策により「オープンアクセス」が実施されており、多数の鉄道貨物輸送会社が参入しており、競争原理によるサービス向上に貢献している。

## 車両

### 種類
ドイツ鉄道とその系列会社における車両は以下の通り。

#### 蒸気機関車
蒸気機関車の営業運用は、旧西ドイツでは1977年に、旧東ドイツでは1988年に、それぞれ終了しており、現在残っているのは、保存・観光用のみである。

#### 電気機関車
特急旅客用から貨物用まで幅広い形式が存在する。近年は、車両メーカーのレディーメード（セミオーダー）タイプ（ヨーロッパ汎用タイプ）の機関車（シーメンスのEuroSprinterや、ボンバルディア・トランスポーテーションのTRAXXなど）が増えている。
- 特急・急行旅客用の主要形式
  - 101型 - ドイツ鉄道発足（民営化）後、103型の後継機として1996年から製造された。EC・ICを牽引する。機関車が客車を牽引するだけでなく、客車の運転台からの遠隔制御（機関車が客車を押す）も可能。最高速度220km/h、定格出力6400kW、4動軸。
  - 120型 - 西ドイツ国鉄時代の1979年に試作機が、1987年に量産機が登場。インバータ制御を採用し、高速旅客列車から重量貨物列車まで、単一形式で幅広く対応する万能機として開発された。しかし、トラブルが頻発したため、現在では第一線の活躍からは降りている。最高速度200km/h、定格出力5600kW（量産機）、4動軸。
  - 181型 - 西ドイツ国鉄時代の1974年から製造された、フランス直通対応の複電圧機（交流15kV16 2/3Hz／交流25kV50Hz）。最高速度160km/h、定格出力3300kW、4動軸。
  - 103型 - 西ドイツ国鉄時代の1970年から製造され、TEEやICを最高速度200km/hで牽引した高速旅客用電気機関車で、ヨーロッパのみならず日本でも根強い人気がある。101型の登場により、現在は定期運用を終了し、主にイベント用として使用されている。最高速度200km/h、定格出力7440kW、6動軸。
- 普通旅客用の主要形式
  - 110型・111型・113型 - 旧西ドイツ国鉄の旅客用電気機関車。110型は1956年から、111型は1974年から製造され、主に急行・普通列車を牽引した。113型は1962年から製造され、103型登場まではTEEやFツーク（特急列車）を牽引した。現在は数を減らしてはいるが、主に快速列車 (RE)・普通列車 (RB) を牽引している。最高速度140km/h（110型）・160km/h（111型・113型）、定格出力3620kW（110型）・3700kW（111型・113型）、4動軸。
  - 112型・114型・143型 - 旧東ドイツ国鉄の末期に製造された旅客用電気機関車。
  - 146型 - 2001年から製造されている旅客用電気機関車で、ボンバルディア・トランスポーテーション製の TRAXX シリーズの一つ (TRAXX P160 AC)。主にルール地区などで快速列車 (RE)・普通列車 (RB) を牽引している。最高速度160km/h、定格出力4200kWまたは5600kW、4動軸。
- 貨物列車用の主要形式
  - 140型 - 旧西ドイツ国鉄の貨物用電気機関車
  - 151型 - 旧西ドイツ国鉄の重貨物用電気機関車
  - 155型 - 旧東ドイツ国鉄の貨物用電気機関車
  - 145型・185型 - ボンバルディア・トランスポーテーション製の TRAXX シリーズの貨物用、185型は複電圧機
  - 152型・182型・189型 - シーメンス製の EuroSprinter シリーズの一つ、182型と189型は複電圧機

#### ディーゼル機関車
ディーゼル機関車は電気機関車と異なり、特急用や貨物用といった明確な区別はあまりなく、汎用的な系列が多い。主要形式は以下の通り。このほか、操車場などで使用される入換・小運転用機関車も存在する。
- 主要形式
  - 215型・218型 - 旧西ドイツ国鉄の液体式ディーゼル機関車、2006年現在、引退が進んでいる。
  - 232型・233型・234型・241型 - 旧東ドイツ国鉄の電気式ディーゼル機関車、ソ連タイプの無骨なデザインが特徴で、エンジンの騒音や排気の黒煙から「タイガの太鼓 (Taiga-Trommel)」と呼ばれたが、エンジン交換が進んでいる。
  - 245型 - ボンバルディア・トランスポーテーション製の TRAXX シリーズの電気式ディーゼル機関車。

#### 電車
電車は大別して、高速用 (ICE)・近郊用・ベルリンSバーン用・ハンブルクSバーン用・路面電車直通車に分かれる。
- 高速用の形式
  - 401型 - ICE 1
  - 402型 - ICE 2
  - 403型・406型 - ICE 3
  - 411型・415型 - ICE T
  - 412型 - ICE 4
  - 409型 - Thalys
- 近郊用の形式
  - 420形 - 旧西ドイツ国鉄時代の1969年から製造された、4扉クロスシートの都市近郊用交流電車で、3両編成（全長70m）。フランクフルト近郊・シュトゥットガルト近郊のSバーンなどで運用される。以前はライン・ルール地方（一部で運用継続）やミュンヘン近郊のSバーンでも運用された。最近は数を減らしているが、内装を423型並みにリニューアルした編成も存在する。スウェーデンのストックホルムに、近郊用電車として譲渡されたものもあるが、既に引退している。
  - 422型 - 423型をベースに製造された車両。2008年からライン＝ルール地方のSバーンで運用される。
  - 423型 - 420型電車の後継車として、1998年から製造された、3扉クロスシートの都市近郊用交流電車で、4両連接編成（全長70m）。フランクフルト近郊・ミュンヘン近郊・ライン・ルール地方などのSバーンなどで運用される。
  - 424型 - 1998年から製造された都市近郊用交流電車。423型電車と同じ4両連接編成だが、423型電車との違いは、2扉車であることと、床面高さが低くなっていることである。全編成がハノーファーSバーンで運用されている。
  - 425型 - 424型の改良型として、1999年から製造されている都市近郊用交流電車。2扉低床式・4両連接編成で、424型と比べて定員がわずかに少なく、また、最高速度160km/h運転が可能（160km/h運転には保安装置の対応が必要、423型・424型は最高速度140km/h）。都市近郊のSバーンなどで運用され、現在も増備されている。
  - 426型 - 425型の2両連接バージョンとして、1999年から製造されている都市近郊用交流電車。
  - 430型
- ベルリンSバーン用の形式 - 直流750V第三軌条方式の電車
  - 485型 - 旧東ベルリン時代の1980年から投入されたSバーン用直流電車。4両編成。東ドイツ国鉄時代は270型を名乗った。近年は廃車が進められている。
  - 480型 - 旧西ベルリン時代の1987年から投入されたSバーン用直流電車。2両編成。特徴的なデザインの前面形状を有する。
  - 481型 - 東西ベルリン統一後、1996年から、戦前製の旧型車一掃のために大量に投入されたSバーン用直流電車。2両ユニット×2の4両編成と4両固定（貫通）編成が存在する。現在、ベルリンSバーンの主力系列として活躍している。
  - 488型 - 戦前製の旧型車を改造し、観光用展望車とした「パノラマSバーン」。3両編成。
- ハンブルクSバーン用の形式 - 直流1200V第三軌条方式の電車
  - 472型 - 旧西ドイツ国鉄時代の1974年から投入されたSバーン用直流電車。前面の一枚窓が特徴的。3両編成。
  - 474型 - 旧型車一掃のために1996年から投入されたSバーン用直流電車。一部は交直流化・パンタグラフ取付改造を受け、交流架空線電化区間に直通するための準備が行われている。3両編成。
- 路面電車直通車 いずれも交流15000V 16.7Hzと直流750Vまたは600Vの両用車で、各都市の車両のごく一部をDBが保有する。
  - 450型 - カールスルーエ用で8軸3車体連節車。DUEWAG製のGT8-100C/2S型で、DB所属車両は4編成。
  - 451型 - ザールブリュッケン用で8軸車体連節車。ボンバルディア・トランスポーテーション製のフレキシティー・リンクである。
  - 452型 - カッセル用で8軸車体連節車。アルストム製のレギオシタディスである。
- そのほか
  - 479型 - 2軸車。オーバーワイスバッハ登山線とブッコウ軽便線で使用される。

#### 気動車
ローカル線の経営改善のため、車両メーカー製の汎用軽気動車が多数投入されている。
- 本線用の主要形式
  - 605型 - ICE TD
  - 610型・611型・612型 - 地方幹線用の振り子式気動車、612型は"Regio Swinger"の愛称を持つ
- ローカル線用の主要形式 - 614型・628型以外の系列は、1990年代に入ってから登場した、メーカー製のレディーメードタイプ（セミオーダータイプ）の軽気動車で、ドイツ国内の私鉄や、ドイツ以外の国の鉄道でも、幅広く使用されている
  - 614型・628型 - 旧西ドイツ国鉄のローカル線用気動車
  - 640型・648型 - アルストム製のローカル線用軽気動車"Coradia LINT"
  - 642型 - シーメンス製のローカル線用軽気動車"DESIRO"
  - 643型・644型 - ボンバルディア・トランスポーテーション製のローカル線用軽気動車"TALENT"
  - 646型 - スイスのシュタッドラー製のローカル線用軽気動車"GTW"
  - 650型 - スイスのシュタッドラー製のローカル線用軽気動車"RegioShuttle"

#### 客車
客車は非常に多くの種類があるため、一概には説明できないが、列車の種類に応じて、以下のようなタイプの客車が存在する。ドイツを含めてヨーロッパでは、客車に運転台を取り付け、機関車が後部から客車を押すタイプの列車が数多く存在する。そのため、日本ではほとんど見られない「運転台付き客車」が数多く存在する。また、自転車を積み込むための設備を持った客車もある。
- 主要分類
  - 優等列車 (EC・IC) 用（座席車・寝台車・食堂車など）
  - 快速・普通列車用
  - 快速・普通列車用ダブルデッカー
  - Sバーン用 
    - etc.

### 貨車
貨車の種類は非常に多く、ドイツ鉄道の貨車と私有貨車を合わせると、10万両を超える。コンテナ車・有蓋車・無蓋車など、車種も多い。

#### その他
上記のほか、特色ある車両としては、以下のような車両があったが、既に引退している。
- コンテナ貨物気動車 (CargoSprinter) - JR貨物M250系電車のようなインターモーダル対応のコンテナ輸送車であるが、試作で終わった。
- ダブルデッカーレールバス

### 新形式

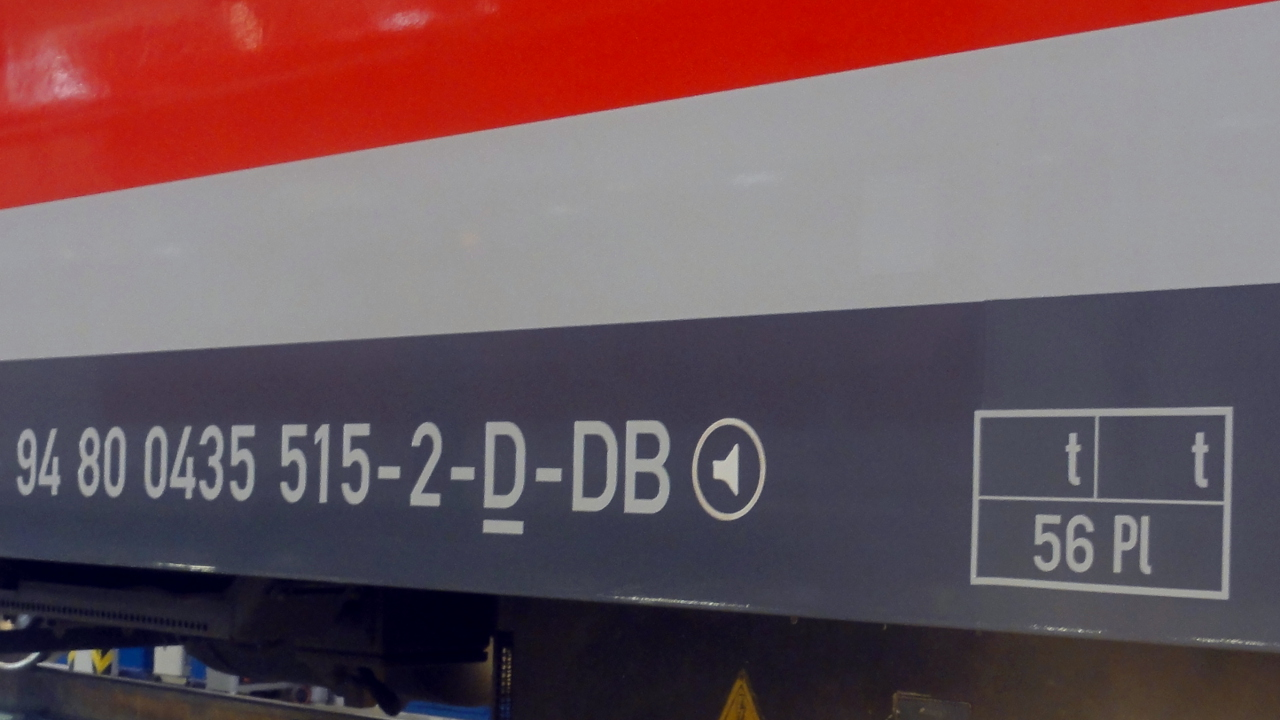
ドイツ鉄道425形電車のナンバー（435は中間車）

2007年1月より、車両番号体系の管理が、ドイツ鉄道から連邦鉄道庁 (EBA: Eisenbahn-Bundesamt) に移管された。これに伴い、客車・貨車以外の車両（機関車・電車・気動車など）についても、12桁の「UIC番号」が導入されることとなった。これは、オープンアクセスの拡充で、ドイツ鉄道以外にも多数の鉄道事業者が参入したことにより、各社でまちまちだった番号体系を一元管理し、車両の融通がきくようにする目的がある。
新番号体系では、以下のようになる。
- 1桁目 (9): 「動力車」を意味する（UICによって規定）
- 2桁目 (x): 車種（UICによって規定）。1=電気機関車（最高速度100km/h以上）、2=ディーゼル機関車（最高速度100km/h以上）、3=電車（最高速度190km/h以上）、4=電車（最高速度190km/h未満）、5=気動車、6=特殊用途車、7=電気機関車（最高速度100km/h未満）、8=ディーゼル機関車（最高速度100km/h未満）、9=保守用車両、0=その他（蒸気機関車、ハイブリッド車など）
- 3-4桁目 (80): UIC国別番号。ドイツは"80"。
- 5桁目 (y): 各国の鉄道事業者によって割り当てられる番号。0=電車（最高速度190km/h未満）・気動車、1=ディーゼル機関車（最高速度100km/h以上）、2=ディーゼル機関車（最高速度100km/h未満）、3=入換・小運転用ディーゼル機関車（最高速度100km/h未満）、5=電車（最高速度190km/h以上）、6=電気機関車（最高速度100km/h以上）、7=電気機関車（最高速度100km/h未満）、8=入換・小運転用電気機関車（最高速度100km/h未満）
- 6-8桁目 (AAA): 旧番号体系（7桁）における形式番号
- 9-11桁目 (BBB): 旧番号体系（7桁）における製造番号
- 12桁目 (C): チェックディジット
- "*-**": 所属国・事業者の略文字が入る。例えばドイツ鉄道所属なら、"D-DB"となる。

チェックディジットの計算方法は、1～11桁目の数字に対して、奇数桁目の数字に「2」、偶数桁目の数字に「1」をそれぞれ乗じ、11個の計算結果で得られた「数字」（「数」ではない）全てを加算する。その数字を、その数字以上で最も近い10の倍数から減じて、チェックディジットを得る。
例えば、旧番号体系「151 051-0」は、新番号体系では「91 80 6151 051-0 D-DB」となる。
旧番号体系と新番号体系で、7-12桁目（形式番号・製造番号・チェックディジット）が変わらないように、2桁目・5桁目の数字を割り当てているが、気動車のみ例外で、旧番号体系と新番号体系では、チェックディジットの値が変わる。

### 旧型式
かつてドイツ鉄道の車両番号は、客車・貨車を除き、「103 222-6」のように、「形式番号3桁 製造番号3桁-チェックディジット1桁」の7桁番号で示される。
この番号体系は、1968年に当時の西ドイツ国鉄が、車両をコンピュータ管理するために制定した体系で、それが現在に引き継がれている。なお、旧東ドイツ国鉄の番号体系は、旧西ドイツ国鉄の番号体系とは異なっていたが、旧東ドイツ国鉄の車両についても、1992年に旧西ドイツ国鉄の番号体系が導入されることになり、その際、大規模な形式番号の変更が実施されている。
具体的には、以下の7桁の番号を持つ。
AAAは形式番号、BBBは製造番号、Cはチェックディジットである。製造番号とチェックディジットの間は-で結ぶ。
形式番号 (AAA) の概要は以下の通り。
- 000～099: 蒸気機関車
- 100～199: 電気機関車
- 200～299: ディーゼル機関車・内燃機関車
- 300～399: 小運転・入換用機関車
- 400～499: 電車
- 500～599: 蓄電池車（1950年代に西ドイツで大量に製造されたが、既に引退）
- 600～699: 気動車
- 700～799: 事業用車・レールバス
- 800～899: 電車や蓄電池車の中間車・制御車・付随車
- 900～999: 気動車やレールバスの中間車・制御車・付随車

製造番号 (BBB) は、001から始まる一連の番号である、ただし番台区分がある場合は、100の位で区別することもある。例えば103型電気機関車（量産型）のように、101から始まるような事例もある。
チェックディジット (C) は、以下の方法で計算される。
1. 左から1桁目、2桁目・・・6桁目とする。7桁目はチェックディジットそのものである。
2. 奇数桁目（1桁目・3桁目・5桁目）の数字に、それぞれ1を乗ずる。
3. 偶数桁目（2桁目・4桁目・6桁目）の数字に、それぞれ2を乗ずる。
4. 2.と3.の6つの乗算の計算結果で出てきた「数字」を全て加算する（「数」ではなく「数字」を足す）。
5. 4.で得られた加算結果の値以上で、最も近い10の倍数を算出する。
6. 5.で得られた10の倍数から、4.で得られた加算結果を減ずる。
7. 6.で得られた減算結果が、チェックディジット (C) である。

例えば、103型電気機関車の198号機の場合、1*1=1, 0*2=0, 3*1=3, 1*2=2, 9*1=9, 8*2=16。1+0+3+2+9+1+6=22（「数字」を加算するので、1+0+3+2+9+16=31ではない）。22以上で、22に最も近い10の倍数は30。30-22=8。よってチェックディジットは、8。→「103 198-8」となる。
客車・貨車の車両番号は、形式番号（例えば、Avmz108型）と、ヨーロッパの鉄道で共通に使用されている12桁の「UIC番号」（例えば、"73 80 19-90 720-8"）で管理されている。

## 列車の種類

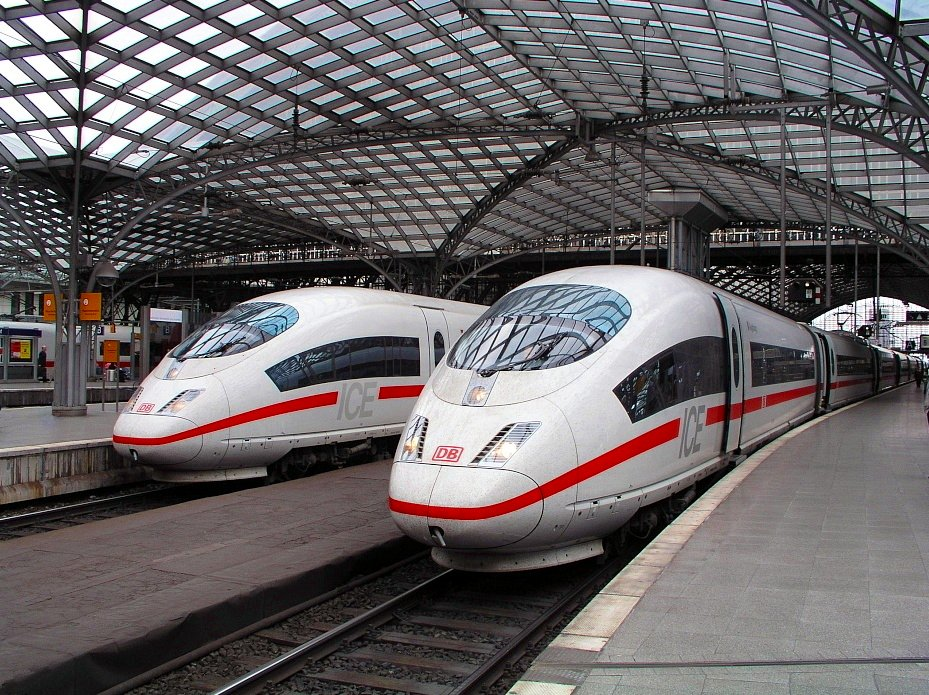
ICE

### 優等列車
優等列車には以下の種類がある。日本のように乗車券と料金券を組み合わせるのではなく、旅程に含まれる最も格上の種別に応じて金額の異なる切符が発行される。
InterCityExpress (ICE)（インターシティエキスプレス）・ICE Sprinter（ICEスプリンター）
ドイツ鉄道の超特急列車であり、最高速度300km/hでドイツおよびヨーロッパ各地の主要都市を結んでいる。高速線 (SFS: Schnellfahrstrecke) では250km/h～300km/hの高速運転を行い、それ以外の線区でも、区間によっては200km/hでの運転を行うこともある。速達便は「ICE Sprinter」の名称で区別される。1等車・2等車・食堂車 (Bordrestaurant) または軽食堂車 (Bordbistro) で組成され、乗車には特別料金が必要。ICEは1～2時間間隔で定期的に運転され、これを基準にその他の列車のダイヤが決まっている。昼行だけではなく、夜行のICEも運転されている。また、主要駅ではICE・IC・EC相互間で接続がとられるほか、極力、同一ホームでの乗り換えが可能なように配慮されている。車内はガラスと木目を多用したモダンリビング風となっており、速度のみならず、車内の快適性も高い。オランダ、ベルギー、スイス、オーストリア、フランスに直通するICEも存在する。
InterCity (IC)（インターシティ）
ドイツ国内の都市間を結ぶ優等列車で、日本の「特急」に相当する。1等車と2等車が連結され、乗車には特別料金が必要。ICE同様、1～2時間間隔のパターンダイヤを組み、主要駅での相互接続が行われている。当時の西ドイツ国鉄が、ビジネス客をターゲットとして、1971年から運転を開始したもので、徹底したパターンダイヤや、異なる系統間での相互接続といったダイヤ上の特徴がある。機関車と客車で組成されており、場合によっては機関車が客車を押す（運転台付き客車を使用して制御）こともある。高速線 (SFS) を経由する列車もあるが、ICEとは異なり、最高速度は200km/hとなっている。
EuroCity (EC)（ユーロシティ）
ヨーロッパの都市間を結ぶ国際優等列車で、ドイツ鉄道ではICと同格であり、日本の「特急」に相当する列車である。1等車と2等車が連結され、乗車には特別料金が必要。従来のTEEの後継に相当する列車として、1987年5月より運転を開始した。2017年現在、ポーランド・チェコ・スロヴァキア・ハンガリー・オーストリア・スイス・イタリア・デンマーク・ルクセンブルクの各国に直通する系統が存在する。オランダへ直通する列車はインターシティを名乗る。
TGV
シュトットガルト、ミュンヘン、フランクフルトとフランスのパリ、マルセイユを結ぶ。ドイツ鉄道ではICEと同格である。
railjet(レイルジェット)
ミュンヘンとオーストリアのウィーン、ハンガリーのブダペストを結ぶ。速達便は「レイルジェット・エクスプレス（RJX）」の名称で区別される。ドイツ鉄道ではICEと同格である。
EuroCityExpress (ECE)（ユーロシティエクスプレス）
フランクフルトとスイスのバーゼル、イタリアのミラノを結ぶ。ドイツ鉄道ではICEと同格である。

### 都市近郊・ローカル列車
運輸連合から受注する形で運行するため、乗車券は原則として運輸連合から購入することになる。ただし、旅程に優等列車を含んだり、複数の運輸連合にまたがったりすると、全区間でドイツ鉄道の切符が発行される。これは運営会社がドイツ鉄道でない場合も同様である。
RegionalExpress (RE)（レギオナルエクスプレス）
日本の快速列車に相当する。1～2時間間隔のパターンダイヤを組む。運転区間が数百キロに及ぶ列車も少なからず存在し、かなりの遠距離を移動することもできる。ほとんどの列車が1等車と2等車で組成されている。車種も豊富で、電車・気動車・客車が使われ、地域によってはダブルデッカー客車・ダブルデッカー電車が使用されている。2006年12月10日ダイヤ改正からミュンヘン - インゴルシュタット - ニュルンベルク間で運転される"München-Nürnberg-Express"（当初は"FRESH"という名称が予定されていた）は、REではあるが、高速新線 (NBS) を最高速度200km/hで走り、車両も特急並みの客車を使用する。
RegionalBahn (RB)（レギオナルバーン）
日本の普通列車に相当する。1～2時間間隔のパターンダイヤを組む。大都市近郊でSバーンが併走するような区間では、快速運転を行うこともある。ほとんどの列車が1等車と2等車で組成されている。車種も豊富で、電車・気動車・客車が使われ、ローカル線にも贅沢な車両が使われているほか、地域によってはダブルデッカー客車が使用されている。
S-Bahn（Sバーン）
都市近郊列車。各駅停車で、各都市の中央駅を中心に、周辺地域を結んでいる。

### 国際貨物列車
現代のシルクロード、一帯一路の主要政策となる東アジアとロシア、東欧、欧州地域を結ぶ長距離貨物列車の運行を「DB Cargo Eurasia」が行っている。

### 夜行列車
Nightjet (NJ)（ナイトジェット）
日本の寝台特急に相当する夜行列車で、ドイツ国内のみならず、スイス・オーストリア・イタリアにも足を伸ばす。ドイツ国内ではIC（特急）料金が適用され、予約が必要である。車運車を連結する。
EuroNight (EN)（ユーロナイト）
日本の寝台特急に相当し、ヨーロッパの都市間を結ぶ国際夜行列車である。ドイツ国内では、エアコンの有無によりIC（特急）料金が適用されるものとD（急行）料金が適用されるものがある。予約が必要である。

### 過去に存在した種別
Trans Europ Express (TEE)
第二次世界大戦後、西欧諸国の国鉄が、ビジネス客をターゲットに、飛行機や自動車に対抗して運転を開始した都市間国際特急列車。昼行・全車1等車が原則。旧西ドイツ国鉄では「ラインゴルト」「ブラウエル・エンツィアン」などの列車があったが、後に多くが2等車を連結するようになってTEEの要件を満たさなくなり、1987年5月改正の「ラインゴルト」廃止を最後に、航空便扱いだった特殊なTEE「ルフトハンザ・エアポート・エクスプレス」を除いて、ドイツからは姿を消した。
IR (InterRegio)（インターレギオ）
「地域間特急」あるいは「地域間急行」と訳される。旧西ドイツ国鉄が1980年代後期に、従来の急行列車（Dツーク）に代わる列車として設定した種別で、古い急行用客車を特急用並みに改装したセミコンパートメント車両を使用し、主としてICEやICやECの走らない亜幹線に設定された種別であった。片道50キロメートル以遠であれば急行料金が不要で、運賃のみで乗車できた。軽食を提供するビュフェ車輌（Bord-Bistro）を連結する場合もあった。しかし、速度やサービスの面で中途半端であったことや冷房がなかったこともあって利用低迷は否めず、ICへの統合やREへの格下げにより2003年までにほとんどが消滅し、残っていた列車も2006年5月改正で姿を消した。
F-Zug・FD-Zug (Fernschnellzug)（Fツーク）
特急列車。直訳すると「遠距離高速列車」である。第二次大戦前は"FD-Zug"、戦後は"F-Zug"を名乗った。1960年代後半頃まで存在した。インターシティ登場までは、TEEと並ぶ、国内最優等列車だった。
D-Zug (Durchgangszug / Schnellzug)（Dツーク）
急行列車。直訳すると直通列車ないし高速列車。かつてはドイツ国内を縦横に結んでいた。現在はD-Nacht（Dナハト: 夜行急行）などで僅かに残るのみ。
E-Zug (Eilzug)（Eツーク）
準急列車。直訳すると急行列車。Dツーク同様、以前はドイツ国内を縦横に結んでいた。1990年代に姿を消した。
FD-Zug（Fernschnellzug）（FDツーク）
直訳すると「遠距離高速列車」。主に、大都市とリゾート地を結んでいた。1960年代まで設定されていた"F-Zug"や戦前の"FD-Zug"とは、直接のつながりはない。
City-D-Zug（シティDツーク）
1970年代に、インターシティ (IC) の設定されていない路線に、ICに接続する急行列車として設定された種別。数年で消滅。
Metropolitan (MET)（メトロポリタン）
1990年代後半にドイツ鉄道のグループ会社が、ICEの設定されていないルール地方において、自動車や格安航空会社に対抗するために設定した特急列車。内装や車内サービスを当時のICE並とした専用客車を使用し、ハンブルクとケルンを結んだ。しかし数年後、ICE網の拡充によりICEに置き換えられる形で廃止された。
InterCityNight (ICN)（インターシティナイト）
ドイツ国内の都市間を結ぶ夜行列車で、後に"DB NachtZug"となっている。
Cisalpino (CIS)（チザルピーノ）
ドイツのシュツットガルトと、スイスのチューリッヒ・イタリアのミラノを結んでいた特急電車で、振子式電車を使用していた。チザルピーノ社の運営。2006年12月のダイヤ改正で運転区間が短縮され、ドイツ国内からは撤退した。
CityNightLine (CNL)（シティナイトライン）
日本の寝台特急に相当し、シティホテル並みの設備とサービスを有する、いわゆる「ホテル列車」で、ドイツ国内のみならず、オランダ・スイス・オーストリア・デンマーク・チェコにも足を伸ばす。2007年12月改正でシティ・ナイト・ラインに統合・再編された。
DB NachtZug (NZ)（DBナハトツーク）
日本の寝台特急に相当し、ドイツ国内の都市間（一部はドイツ国外に直通）を結ぶ夜行列車である。一部列車は、スペイン製のタルゴ客車を使用している。"NachtZug" とは、ドイツ語で「夜行列車」の意。2007年12月改正でシティ・ナイト・ラインに統合・再編された。
Stadt-Express (SE)（シュタットエキスプレス）
直訳すると都市急行だが、近郊列車のため特別料金は不要。近郊地域では各駅に停車し、主要都市圏に入ると快速運行を行うというコンセプトであった。すべてのSEがこの通り運用されたわけではなく、通常の普通列車として機能する場合もあった。
UrlaubsExpress (UEx)（ウアラウプスエキスプレス）
直訳すると「休暇急行」となる。主にバカンスシーズンに運転される長距離列車で、大都市とリゾート地を結ぶ。2007年12月改正でシティ・ナイト・ラインに統合・再編された。

## 時刻表
ドイツ語では「時刻表」を"Kursbuch"または"Fahrplan"と呼ぶ。目的に応じて、さまざまな種類の時刻表が存在する。
駅に掲示されている時刻表は、出発用（Abfahrt: 黄色の紙）と到着用（Ankunft: 白色の紙）に分かれている。時刻表には、列車種別のロゴと列車番号（Sバーンの場合は系統番号も）・発車時刻（または到着時刻）・列車番号・行先（または発駅）・主要停車駅とそれぞれの時刻・発車番線・車内設備・運転日・その他の特記事項が掲載されている。ごく一部の例外を除き、駅に掲示されている時刻表は、その駅を発着する全ての列車が、方面や行先に関係なく、時系列に羅列されている。そのため例えば、同じ時刻に同じ系統番号を持つSバーンの列車が発車するように記載されている場合、行先を確認しないと、予定していた方面とは全く逆の方面に行ってしまう恐れがある。
ICE・EC・ICの車内では、当該列車の停車駅・時刻や、停車駅毎の接続列車の時刻、停車駅でのサービス、車内サービスなどを網羅したパンフレット"Ihr Reiseplan"（あなたの旅程表）を無料配布しており、乗車記念に持ち帰ることもできる。通常は座席に置かれているが、ない場合は、車掌に申し出れば、もらうことができる。
ドイツ鉄道は、以下の時刻表を公式に発行している。毎年夏と冬のダイヤ改正で発行され、ドイツ鉄道の駅や、駅構内の書店で購入できるほか、都市接続時刻表 (Städteverbindungen) は主要駅で無料配布される。なお2008年6月、ドイツ鉄道は、冊子体の時刻表を2008年12月をもって廃止し、電子版に移行することを発表した。
時刻表完全版 (Kursbuch Gesamtausgabe)
21cm×16cm×24cmの箱に、10冊の分冊時刻表（長距離版1冊＋地域版7冊＋優等列車運転区間一覧1冊＋駅索引1冊＋地図1枚）が収められた巨大なものである。
時刻表地域セット版
上記の「完全版」では、持ち運びや保管が大変なため、長距離版＋地域版1冊＋地図を収めた「コンパクト版」として売られている。地域版は、発売されている地域が含まれた分冊で、発売地域によって異なる。分冊毎の内容は「完全版」と同じ。
時刻表ヨーロッパ版 (Kursbuch Europa)
ヨーロッパの鉄道時刻表であるが、内容は"Thomas Cook European Timetable"と全く同じで、表紙だけがドイツ鉄道のデザインである。そのため、内容は全て英語表記である。
発車・到着時刻表全国版 (Abfahrt/Ankunft Deutschland)
ドイツ国内の主要駅の列車発車・到着時刻を網羅した時刻表。
発車・到着時刻表地域版 (Abfahrt/Ankunft Regionen)
ドイツ国内の地域毎に発行される列車発車・到着時刻表。地域によって分かれており、全部で9冊存在する。全国版に掲載されない中規模の駅も網羅されている。駅構内で購入できるが、その駅が属している地域のものしか入手できない。
路線地図 (Übersichtskarte für den Personenverkehr)
ドイツ鉄道の旅客営業路線を記した地図。「時刻表完全版」に含まれているものと同じ。
都市接続時刻表 (Städteverbindungen)
ドイツ鉄道の主要駅で無料配布されている時刻表。方面別（目的地都市別）の列車時刻（接続列車を含む）を網羅している。わら半紙のような紙に印刷された2都市間の接続時刻表と、当該駅から主要都市への接続時刻を網羅した冊子版がある。
電子時刻表 (DB Reise-Service)
ドイツ国内だけでなく、ヨーロッパの鉄道の全駅・全列車（一部の国・地域は抜粋、地下鉄や路面電車などの都市交通は除く）を網羅したCD-ROM版時刻表。ドイツ鉄道のウェブサイトで使用されている時刻表検索システムのCD-ROM版。
電子時刻表地域版 (DB Reise-Service Regionalverbindungen)
ドイツ国内の鉄道を網羅したCD-ROM版時刻表。地下鉄や路面電車のような都市交通も収録されている。
上記以外にも、日本の駅で配布されているような、折り畳みタイプの路線別時刻表 (Streckenfahrplan, Linienfahrplan) が、主要駅で配布されている。この路線別時刻表は、ウェブサイト上でPDFファイルとしても配布されている場合が多い。
地域毎に交通連合 (Verkehrsverbund) が発行する時刻表も多数存在する。
なお、「時刻表完全版」には、線区毎に「時刻表番号」(Kursbuchstrecke: KBS) が割り当てられている。例えば、ライン川西岸線（マインツ - ザンクトゴアール - コブレンツ）には"KBS471"という番号が割り当てられている。この番号は、交通連合などが発行する時刻表にも、共通して使用されている。

## 歴史
ドイツは第二次世界大戦後、ドイツ連邦共和国（西ドイツ）と、ドイツ民主共和国（東ドイツ）に分断された状態が続いており、鉄道もドイツ連邦鉄道（西ドイツ国鉄、DB）とドイツ国営鉄道（東ドイツ国鉄、DR）がそれぞれに運営されていた。1989年の冷戦終結とベルリンの壁崩壊を受け、1990年にはドイツ再統一が実現した。ただし、鉄道の運営については統合されず、従来のドイツ連邦鉄道とドイツ国営鉄道の並存状態、即ち、一つの国に2つの国鉄が存在することとなった。これは、西ドイツ国鉄の改革が統一前から検討されていたことであり、東西ドイツ統一によって鉄道再建の枠組みの再検討が必要となったからだとされている。鉄道再建のためにはまず、旧西ドイツ側と比べて大きく遅れている、旧東ドイツ側の鉄道の水準を引き上げることが急務となった。
そうした中で、1991年にICEが営業運転を開始した。高速新線を最高速度280km/h（通常は250km/h）で走行し、ドイツの鉄道に新たな時代が到来したことを象徴する出来事となった。その後も高速鉄道網は拡大している。

### 1994年、法人化
1994年1月1日、「ドイツ連邦鉄道 (DB)」と「ドイツ国営鉄道 (DR)」は統合の上で法人化（株は全て政府が保有）され、「ドイツ鉄道株式会社」(DBAG: Deutsche Bahn AG) が発足した。さらに「上下分離」「オープンアクセス」制度が導入され、競争原理によるサービスアップが期待された。1999年には持株会社制となり、長距離鉄道運営会社、地域鉄道運営会社、貨物鉄道運営会社、駅運営会社、線路・インフラ保有会社のように、組織毎に分割され現在に至っている。民営化後は、ICE網の拡大や新型車両の投入を積極的に進めるようになった。
2007年までは、実際に鉄道の運行を行なっている代表的なグループ会社に以下の6社があった。
DB Fernverkehr（DBフェルンフェアケーア）長距離旅客列車の運行を担当
DB Regio（DBレギオ）短距離旅客列車の運行を担当
DB Stadtverkehr（DBシュタットフェアケーア）都市内の交通を担当
Railion（レールオン）貨物列車の運行を担当
DB Station & Service（DBステーション & サービス）駅の運営管理を担当
DB Netz（DBネッツ）軌道の保守管理
このうちDBフェルンフェアケーアはDBライゼ・ウント・トゥーリスティック（「DB旅行・観光」を意味する）として誕生したが、2003年に改名された。DBシュタットフェアケーアは多数の子会社を持ち、この中にはSバーンを運行するSバーン・ベルリンとSバーン・ハンブルク、さらにはシュトゥットガルト地域バスなどのバス会社が含まれる。レールオンはDBカーゴとして発足したが、1999年に旧:オランダ国鉄の貨物部門と合併し、現社名に改められた。この後2001年には旧:デンマーク国鉄の貨物部門とも合併を果たしている。DBカーゴの名は会社としては消滅したが、現在もブランド名として使われ続けている。
法人化により、一時は経営的に大幅な改善が見られたが、技術的には数多くの混乱が発生し、車両の不具合や故障などが多発することとなった。また、特殊法人形態の企業となったことで、より一層の合理化が進められることとなり、一部では乗客の不満が増大した。そのほか、以前は非常に正確なダイヤを特徴としていたにもかかわらず、近年は列車の遅れが多発している。そんな中で1998年には、ICEの脱線転覆で多数の死傷者を出す大事故を起こし、世界の鉄道関係者に多大なる衝撃を与えたと同時に、猛烈な批判にさらされることともなってしまった。
東日本旅客鉄道（JR東日本）とドイツ鉄道の間では、1992年に、鉄道の技術開発に関する基本合意を締結しており、以来、高速台車の開発など、技術面での交流が行われている。また、2008年からは、営業分野での交流も開始している。

### 2008年、組織再編
2008年1月より、実際に鉄道の運行を行なう代表的なグループ会社は、以下の3社に再編されている。
DB Bahn（DBバーン）旅客列車の運行を担当、長距離輸送・地域輸送・カートレインを含む
DB Schenker（DBシェンカー）貨物列車の運行を担当。国内の貨物輸送だけでなく国際物流にも進出しており、日本の西濃運輸などとも提携している。
DB Netze（DBネッツェ）軌道の保守管理、駅の運営管理を担当
現在のドイツ鉄道は、依然として経営は苦しく、国内の輸送シェアも小さい。しかし、ヨーロッパの鉄道においては「なくてはならない」存在であり、EUなどが推進する高速鉄道網を担うキープレイヤーとしての役割も期待されている。近年の環境重視政策も、鉄道にとっては「追い風」となっている。
今後の課題の一つとしては、政府が100%保有する株式をいつ公開して「完全民営化」するか、ということがあるが、そのためには経営状態の改善が前提であり、経営状態が決して芳しくない状況下では、その前途は不透明である。加えて、機関士の労働組合「GDL」(Gewerkschaft Deutscher Lokomotivführer) によるストライキの実行などの理由で、更なる鉄道離れが起こる可能性がある。また、日本同様、ドイツでも少子高齢化や労働人口減少、自動車や格安航空会社への転移などによる「鉄道離れ」がじわじわと進んでおり、鉄道を社会の中にどのように位置づけるかという問題にも直面している。
2022年7月、8月1日にルフトハンザドイツ航空が加盟する航空連合であるスターアライアンスに、初の「インターモーダルパートナー」として加盟すると発表された。

## 駅
約3573駅がある。

## 文化活動
2006年にドイツで開催されたサッカーのワールドカップでは、ドイツ鉄道がオフィシャルパートナーとして参加しており、大会公式の交通機関となった。
また、プロスポーツチームに対するスポンサー活動にも力を入れている。2006年から2007年にかけて、サッカー・ブンデスリーガのチームである「ヘルタ・ベルリン」のスポンサーとなっており、ユニフォームの前面にドイツ鉄道のコーポレートマーク"DB"がプリントされている。